# Canton de Tuzla
 (novembre 2024).
Si vous disposez d'ouvrages ou d'articles de référence ou si vous connaissez des sites web de qualité traitant du thème abordé ici, merci de compléter l'article en donnant les références utiles à sa vérifiabilité et en les liant à la section « Notes et références ».
Tuzla est un canton de la fédération de Bosnie-et-Herzégovine ayant Tuzla comme ville principale.

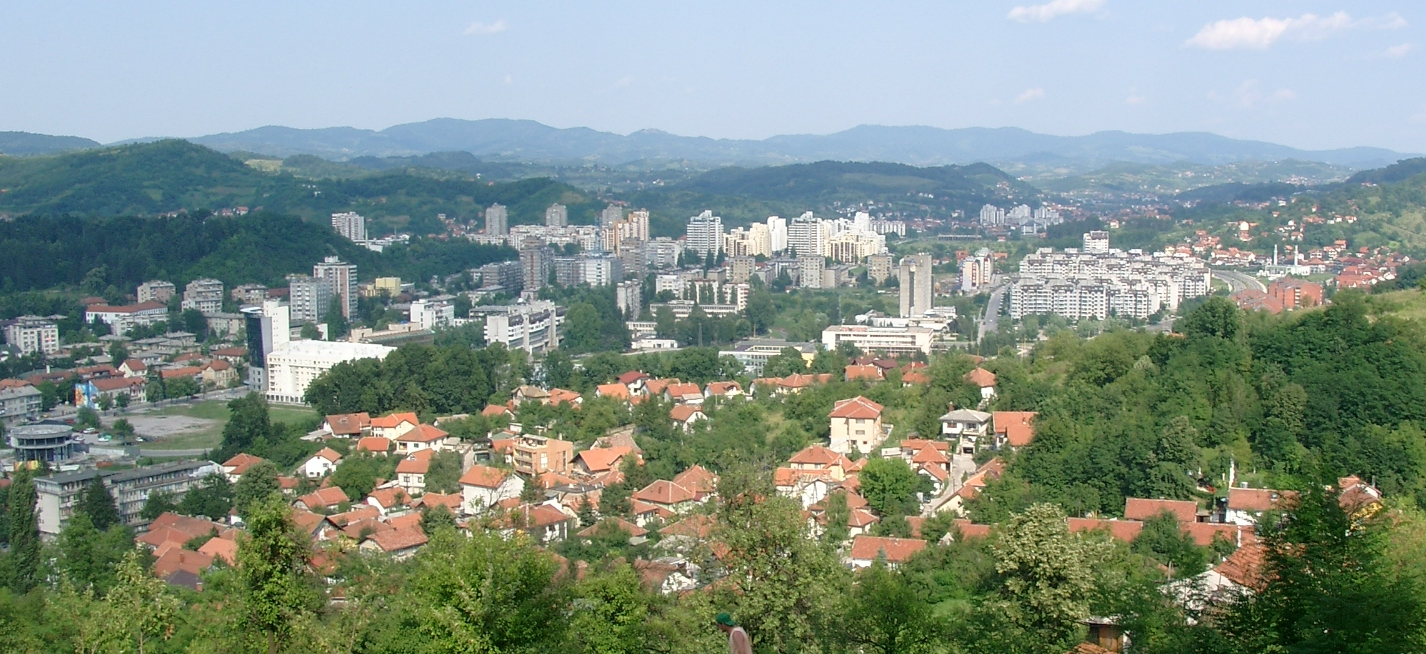
Vue de Tuzla

## Municipalités
Le canton comprend les municipalités suivantes : Banovići, Čelić, Doboj Istok (Doboj Est), Gradačac, Gračanica, Kalesija, Kladanj, Lukavac, Sapna, Srebrenik, Teočak, Tuzla et Živinice.